# Andrea da Firenze (compositore)
Andrea da Firenze (Andreas da Florentia; XIV secolo – 1415) è stato un compositore e organista italiano del tardo Medioevo.
Assieme a Francesco Landini e Paolo da Firenze, è stato uno dei maggiori rappresentanti dello stile italiano dell'Ars nova. Scrisse molta musica profana, principalmente ballate.

## Biografia
Poiché Andrea fu un membro dell'ordine religioso dei Serviti, i cui atti ci sono pervenuti intatti, più si conosce di lui rispetto agli altri compositori del XIV secolo. Egli entrò nell'ordine nel 1375 ad un'età che non ci è nota. Una delle sue prime attività nell'ordine fu quella di costruire un organo per la chiesa dell'ordine a Firenze. Per adempiere all'incarico assunse come consulente Francesco Landini. Fra le fonti di riscontro vi sono le ricevute per l'acquisto del vino che i due consumarono durante i tre giorni che servirono per accordare lo strumento.
Evidentemente egli e Landini ebbero successo, in quanto Andrea ricevette nel 1387, l'incarico di costruire un organo per la Cattedrale di Firenze. Un documento registra nel 1382, la costruzione di un organo a Rieti affidata a "Maestro Andrea", probabilmente riconducibile ad Andrea da Firenze. Andrea e Landini erano evidentemente molto amici per il tempo che trascorsero insieme come da riscontri ricavati dalle loro musiche. 
Andrea fu anche amministratore del suo ordine monastico. Nel 1380 divenne priore del monastero fiorentino dei Serviti della Santissima Annunziata; nel 1393 ebbe in aggiunta l'incarico di priore del monastero di Pistoia. Dal 1407 al 1410 guidò l'ordine dei Serviti in tutta la Toscana.

## La sua musica
Tutta la musica di Andrea a noi giunta è scritta nella forma della ballata. Trenta sono quelle a noi note, di cui 18 a due voci e 12 a tre voci. Un'ulteriore ballata in francese può essere un suo lavoro in quanto simile nello stile ai suoi, ma può anche essere di un compositore dal nome similare. La fonte principale dei suoi lavori è il Codice Squarcialupi che presenta, nella sezione dedicata ad Andrea, un'illustrazione di un uomo che suona un organo, probabilmente lo stesso Andrea.  
Le ballate a due voci sono normalmente per due voci di canto; due di esse includono un tenor strumentale. Nessuna delle ballate a tre voci ha il testo in tutte le voci, in quanto la terza voce è affidata ad uno strumento musicale di accompagnamento. Comparata alla musica di Landini, raffinata, elegante a dalle memorabili linee melodiche, quella Andrea drammatica, vivace e alcune volte anche nettamente dissonante per sottolineare certi passaggi del testo.  Una delle sue ballate include un salto melodico di un'ottava e un semitono, per sottolineare la parola maledetto.
Andrea non è noto per essere parente di Andrea da Firenze, il pittore di Scuola fiorentina avente lo stesso nome, che fu attivo dal 1340 al 1379.